# Mednarodna farmacevtska zveza
Mednarodna farmacevtska zveza (kratica je FIP, francosko Fédération Internationale Pharmaceutique, angleško International Pharmaceutical Federation) je mednarodno združenje farmacevtov. Ustanovljena je bila leta 1912 v Haagu na Nizozemskem, kjer ima svoj sedež še danes.